# Jahja Golmohammadi
Jahja Golmohammadi (perzsául: یحیی گلمحمدی; Minabad, 1971. március 19. –) iráni válogatott labdarúgó, edző.

## Pályafutása

### Klubcsapatban
1989 és 1991 között a Tractor SC csapatában játszott. 1991 és 1993 között a Poora FC, 1993 és 1995 között a Bank Tedzsarát játékosa volt. 1995-től 1999-ig a Perszepolisz labdarúgója volt, melynek tagjaként három bajnoki címet szerzett. 1999 és 2002 között a Foolad együttesében játszott. 2002-től 2005-ig ismét a Perzsepoliszt erősítette. 2005 és 2009 között a Szabá Kom játékosa volt.

### A válogatottban
1993 és 2006 között 74 alkalommal szerepelt az iráni válogatottban és 5 gólt szerzett. Tagja volt a Kínában rendezett 2004-es Ázsia-kupánbronzérmet szerző válogatott keretének és részt vett a 2006-os világbajnokságon, ahol a Mexikó elleni csoportmérkőzésen gólt szerzett.

## Sikerei, díjai
Perszepolisz FC
- Iráni bajnok (3): 1995–96, 1996–97, 1998–99

Irán
- Ázsia-kupa bronzérmes (1): 2004